# Nakaibito (Nuevo México)
Nakaibito es un lugar designado por el censo ubicado en el condado de McKinley en el estado estadounidense de Nuevo México. En el Censo de 2010 tenía una población de 466 habitantes y una densidad poblacional de 25,7 personas por km².

## Geografía
Nakaibito se encuentra ubicado en las coordenadas 35°46′57″N 108°48′14″O / 35.78250, -108.80389. Según la Oficina del Censo de los Estados Unidos, Nakaibito tiene una superficie total de 18.14 km², de la cual 18.14 km² corresponden a tierra firme y (0%) 0 km² es agua.

## Demografía
Según el censo de 2010, había 466 personas residiendo en Nakaibito. La densidad de población era de 25,7 hab./km². De los 466 habitantes, Nakaibito estaba compuesto por el 0.64% blancos, el 0% eran afroamericanos, el 94.21% eran amerindios, el 0% eran asiáticos, el 0% eran isleños del Pacífico, el 0.43% eran de otras razas y el 4.72% pertenecían a dos o más razas. Del total de la población el 3.43% eran hispanos o latinos de cualquier raza.